# Nothofagus cliffortioides
Nothofagus cliffortioides, comúnmente llamado haya de montaña (Māori: tawhai rauriki), es una especie de haya del sur y es endémica de Nueva Zelanda. El haya de montaña crece en regiones montañosas a gran altura. En Nueva Zelanda el taxón se llama Fuscospora cliffortioides. Nothofagus cliffortioides ocupa una gama más amplia de hábitat que cualquier otra especie de árbol de Nueva Zelanda y muestra una variedad correspondiente de formas de vida, hábitos de siembra, patrones regenerativos, hábitos de crecimiento, tasas de crecimiento, reemplazo de rodales y patrones de mortalidad.
El haya de montaña crece hasta unos 20 metros pero cerca de la línea de árboles se forma un "bosque de duendes" donde los árboles no son más de 2 metros alto. También tiene hojas alargadas y con un extremo puntiagudo.

## Ecología
El haya de montaña es devorado por la polilla plana del haya de montaña (Proteodes carnifex) y es una planta huésped de los líquenes Yarrumia colensoi y Podostictina degelii, y de los hongos Annulohypoxylon bovei Rossbeevera pachydermis.

## Híbridos
- Se sabe que el haya de montaña se hibrida con el haya negra (Nothofagus solandri), donde las dos especies coexisten y, en algunos lugares, los híbridos pueden formar complejos enjambres de híbridos introgresivos.[7]
- El haya de montaña también se hibrida con el haya roja (Nothofagus fusca) para formar la especie híbrida Nothofagus × blairii.[2]